# Cleobis e Bitão
Cleobis e Bitão (em grego:  Κλέοβις καὶ Βίτων — Kléobi kai Bítona; 216 cm de altura, com a base 235 cm) refere-se a uma cópia de um grupo escultórico, em mármore de Paros, de duas figuras masculinas desnudas, que remonta a c. 585 a.C. e encontra-se preservada no Museu Arqueológico de Delfos. Trata-se de um dos mais antigos exemplares da escultura grega arcaica, dos princípios da iconografia dos Kouroi.

## História
As duas esculturas de Delfos foram encontradas durante as escavações de 1893 e 1894 no santuário de Delfos, perto do tesouro dos atenienses, e identificadas com base nas inscrições presentes nas bases das esculturas, pertencentes à escola dórico-peloponesa, mais próxima do estilema arcaico. A partir de uma inscrição nas duas bases, na parte superior do plinto, que começa na figura da esquerda e termina na da direita, o conjunto é atribuído a Polimedes de Argo. A inscrição incompleta na primeira base apresenta a seguinte citação: «[Pol]imedes de Argos fez-me», a qual é entendida como a assinatura do escultor. Na segunda base, descoberta em 1907, foram reconhecidas algumas letras interpretadas como o nome de Bitão.
Cleobis e Bitão eram dois jovens heróis, gémeos, filhos de Cídipe, que se sacrificaram pela deusa Hera. No primeiro livro de Histórias de Heródoto (1.31) reporta o conto de Sólon ao rei Creso relativo à história mítica de Cleobis e Bitão em que a sua história foi divulgada como um exemplo da moral, da vida virtuosa e plena, apesar da sua morte prematura, não foi, contudo, encarada como um facto negativo, mas como o maior presente que os deuses poderiam conceder. Heródoto conta que "os argivos teriam erguido as suas estátuas e as teriam consagrado em Delfos, como é feito com os homens realmente distintos."
A identificação da cópia como Cleobis e Bitão foi efectuada em 1895 pelo diretor das escavações Théophile Homolle, que em 1900 tentara rectificar a identificação de duas estátuas dos Dióscuros. Esta última identificação foi revitalizada nos anos setenta e oitenta do século XX, por Claude Vatin e Paul Faure. Nas poucas letras deixadas na segunda base, lê-se o nome do segundo escultor, uma hipótese vislumbrada em 1961 por Lilian Hamilton Jeffery.